# Paranomus capitatus
Paranomus capitatus är en tvåhjärtbladig växtart som först beskrevs av Robert Brown, och fick sitt nu gällande namn av Carl Ernst Otto Kuntze. Paranomus capitatus ingår i släktet Paranomus och familjen Proteaceae. Inga underarter finns listade i Catalogue of Life.